# Curt Kirkwood
Curtis Matthew Kirkwood (Wichita Falls, 10 gennaio 1959) è un cantante statunitense, membro del gruppo rock Meat Puppets.

## Biografia
Originario del Texas, nel 1980 è stato tra i fondatori del gruppo alternative rock Meat Puppets, di cui fanno parte anche il fratello Cris e Derrick Bostrom.
Il trio si è sciolto nel 1996, ma nel 2000 si è ricompattato con una nuova formazione, composta anche da Curt, che ha realizzato l'album Golden Lions.
Curt Kirkwood ha lavorato anche con Krist Novoselic (Nirvana) e Bud Gaugh (Sublime) nel gruppo Eyes Adrift, che ha esordito nel 2002.
Un altro supergruppo da lui composto è rappresentato dai Volcano, attivo nel periodo 2003-2004.
Nell'ottobre 2005 ha pubblicato un album solista intitolato Snow.
Nel 2006 ha riformato i Meat Puppets.